# ウルトラマン 怪獣帝国の逆襲
『ウルトラマン 怪獣帝国の逆襲』（ウルトラマン かいじゅうていこくのぎゃくしゅう）は、1987年1月29日にバンダイから発売された、ファミリーコンピュータ ディスクシステム（A・B両面）用のアクションゲームである。

## 概要
このゲームは、特撮テレビ番組『ウルトラマン』（1966年 - 1967年）を題材にした初めてのファミコンゲームである。ファミコンでの続編には、シミュレーションゲームとして製作された『ウルトラマン2 出撃科特隊』（1987年）、デフォルメされたキャラクターによるRPGとして製作された『ウルトラマン倶楽部』（1988年）シリーズがある。

## ゲーム内容

### システム
プレイヤーはハヤタ隊員となり、光線銃で敵を倒しながら横スクロールのフィールドを進んでいく。道中でエネルギー球を集めて画面上のメーターを満タンにすると、ウルトラマンに変身することが可能。エネルギー球は、敵を倒すと落としていったり、画面外から飛んできたり、特定の場所を撃つと出現するなど、ステージによって出現方法が異なる。
ウルトラマンは原作と同じく3分間だけ活動でき、ボスの怪獣にチョップやキックで攻撃することが可能。また、残り時間が1分を切ると、スペシウム光線と八つ裂き光輪をそれぞれ1回ずつ使用できる。ステージのボス怪獣を倒すと、ステージクリアとなる。

### その他
全ステージをクリアして2周目に入ると、キャラクターがモロボシ・ダンとウルトラセブンに変わる。プレイヤーの能力は1周目と同じだが、敵キャラクター（中怪獣）の防御力が上がっている。
本作品は他のディスクシステム用作品と同じく、「ディスクカードのパッケージ販売」と「ディスクライターによるディスクカードの書き換えサービス」の2種類の方法で販売されていたが、書き換えサービス版は一部の音楽がパッケージ販売版と異なる。具体的には、パッケージ販売版で原作と同じ曲が使われているシーンの音楽が、オリジナル曲に差し替えられている。

## 設定

### ステージ構成
ステージ1「東京郊外」
ステージ2「東京都心」
ステージ3「太平洋諸島」
ステージ4「洞窟」
ステージ5「火山地帯」
ステージ6「砂漠の都」

## 登場キャラクター

### 科学特捜隊
ハヤタ/ウルトラマン
特殊潜航艇S-16
ジェットビートル
宇宙ビートル

### ウルトラ警備隊
モロボシ・ダン/ウルトラセブン
ウルトラホーク3号
ハイドランジャー

### 敵キャラクター
ガボラ
テレスドン
ゴモラ
ペスター
レッドキング
ジェロニモン
シーボーズ
ザンボラー
ゼットン

## 評価
ゲーム誌『ファミリーコンピュータMagazine』の読者投票による「ゲーム通信簿」での評価は以下の通りとなっており、14.27点（満25点）となっている。
| 項目 | キャラクタ | 音楽 | 操作性 | 熱中度 | お買得度 | オリジナリティ | 総合  |
| 得点 | 3.25       | 2.74 | 2.67   | 2.74   | -        | 2.87           | 14.27 |